# Boris Savinkov
Boris Viktorovitj Savinkov (russisk: Борис Викторович Савинков ; født 19. januar 1879 i Kharkiv i det nuværende Ukraine, død 7. maj 1925 i Moskva) var en russisk politiker, terrorist og forfatter.
Savinkov var medlem af De Socialrevolutionære og organiserede en række voldshandlinger mod tsarregimet, for eksempel mordene på indenrigsminister Vjatjeslav von Pleve 1904 og storfyrst Sergej Aleksandrovitj af Rusland 1905. Han blev fængslet og dømt til døden, men det lykkedes ham at flygte til Frankrig. Efter februarrevolutionen 1917 vendte han tilbage til Rusland og blev udnævnt til vicekrigsminister under Aleksandr Kerenskij i den provisoriske regering. Savinkov blev tvunget til at forlade regeringen i august 1917 efter at Kerenskij, som nu havde efterfulgt Georgij Lvov som premierminister, tabte tilliden til ham efter Kornilov-affæren. Efter oktoberrevolutionen 1917 kæmpede Savinkov mod bolsjevikkerne og for Den Hvide Hær i den russiske borgerkrig. Efter modgang i borgerkrigen måtte han igen flygte Frankrig 1920. I 1924 vendte han tilbage til Rusland og blev med det samme fængslet. Året efter døde han, enten mord eller selvmord.
Savinkov var også kendt som forfatter og skrev under pseudonymet Ropsjin. På dansk findes Den bleggule Hest. En Terrorists Optegnelser.